# Why Should the Fire Die?
Why Should The Fire Die? é o quinto álbum de estúdio da banda Nickel Creek, lançado a 8 de Agosto de 2005.
É o primeiro álbum da banda a contar com o baixista Mark Schatz, e o primeiro a incluir instrumentos de percussão.
O disco atingiu o nº 17 da Billboard 200, fazendo deste álbum o melhor de sempre da banda. Igualmente esteve no top das tabelas do Top Internet Albums e Top Bluegrass Albums. Em Novembro de 2006, o disco já tinha vendido 258 mil 784 cópias. Com o álbum a banda recebeu duas nomeações para os Grammy Awards nas categorias de "Best Contemporary Folk Album", um prémio que já tinham ganho pelo disco This Side, e na categoria "Best Country Instrumental Performance" por "Scotch & Chocolate".
Os críticos de música, elogiaram-no pela sua criatividade, e pela qualidade dos instrumentos,, o que tornou este álbum "musicalmente brilhante".

## Faixas
1. "When in Rome" (Thile) – 4:14
2. "Somebody More Like You" (Sean Watkins) – 3:01
3. "Jealous of the Moon" (Gary Louris, Thile) – 4:41
4. "Scotch & Chocolate" (instrumental) (Thile, Sara Watkins) – 3:07
5. "Can't Complain" (Thile) – 5:34
6. "Tomorrow is a Long Time" (Dylan) – 3:36
7. "Eveline" (Thile, Sean Watkins) – 3:11
8. "Stumptown" (instrumental) (Thile) – 1:43
9. "Anthony" (Sara Watkins) – 1:55
10. "Best Of Luck" (Thile, Sean Watkins, Sara Watkins) – 3:22
11. "Doubting Thomas" (Thile) – 3:19
12. "First And Last Waltz" (instrumental) (Thile, Sean Watkins, Sara Watkins) – 1:53
13. "Helena" (Thile) – 4:45
14. "Why Should the Fire Die?" (Thile, Sean Watkins, Sara Watkins) – 2:50

## Tabelas
| Tabela                                | Posição |
| ------------------------------------- | ------- |
| U.S. Billboard 200                    | 17      |
| U.S. Billboard Top Bluegrass Albums   | 1       |
| U.S. Billboard Top Independent Albums | 1       |
| U.S. Billboard Top Internet Albums    | 17      |

## Créditos
- Chris Thile – Bandolim, vocal, banjo
- Sara Watkins – Violino, vocal
- Sean Watkins – Guitarra, vocal, piano